# Antoni Sansalvador i Castells
Antoni Sansalvador i Castells   (Barcelona, 8 de març de 1879 - Barcelona, 7 de febrer de 1946) fou un advocat i polític català.

## Trajectòria
Llicenciat en dret, es vinculà al cooperativisme i milità a la Lliga Regionalista. El 1907 fou president de la Lectura Catalana i el 1909 director de la revista Catalunya. Fou diputat a la Mancomunitat de Catalunya pel districte Manresa-Berga en 1911 i per Barcelona en 1915, així com regidor de l'ajuntament de Barcelona en 1922.
També fou membre de l'Associació Protectora de l'Ensenyança Catalana des de 1920. El 1925 fou advocat defensor del militant de Bandera Negra Jaume Compte i Canelles quan fou jutjat per la seva participació en el Complot de Garraf. En 1936 participà en el Primer Congrés Jurídic Català, on hi defensà les facultats legislatives de la Generalitat de Catalunya.

## Obres
- La Patum (1916). Llibreria d'Antoni López.[4]